# Robert von Horn
Leopold Robert von Horn, född 23 maj 1879 i Gefle församling, död 7 november 1947 i Stora Mellösa församling, Örebro län, var en svensk godsägare och högerpolitiker. Han var far till Knut von Horn.
Robert von Horn blev officer 1901 och kabinettskammarherre 1937. Han var riksdagsledamot i första kammaren 1937–1942, invald i Örebro läns valkrets. von Horn invaldes 1932 som ledamot av Lantbruksakademien.
Han grundade Investment AB Kinnevik tillsammans med Wilhelm Klingspor och Hugo Stenbeck. Robert von Horn är begravd på Norra begravningsplatsen utanför Stockholm.